# 澤萊內哈伊 (巴甫洛赫拉德區)
48°17′48″N 35°45′46″E / 48.29667°N 35.76278°E
參數所指定的目標頁面不存在，建議更正成存在頁面或直接建立下列一個頁面（建立前請先搜尋是否有合適的存在頁面可以取代）：
- 澤萊內哈伊

澤莱内哈伊（羅馬化：Zelenyi Hai）是烏克蘭的村落，位於該國中部第聶伯羅彼得羅夫斯克州，由巴甫洛赫拉德區特羅伊茨凱市鎮負責管轄，處於中泰爾薩河右岸，分別距離齐布利亚内0.5公里和皮薩里夫卡3.5公里，海拔高度147米，2001年人口45。